# Копотин, Анатолий Васильевич
Анатолий Васильевич Копотин  (род. 12 июня 1949, Демидово, Вологодская область) — российский художник, заслуженный художник Российской Федерации (2011), Народный художник Республики Коми (1999).

## Биография
С 1968 по 1972 год учился на отделении живописи в Ивановском художественном училище (преподаватель А. А. Горелов). По окончании учёбы, переехал в Республику Коми, где до 1980 года занимался преподавательской деятельностью в сыктывкарском культпросветучилище.
С 1973 года стал принимать участие в республиканских художественных выставках, экспонируя портретные и тематические композиции.

## Награды
- Лауреат премии ленинского комсомола Республики Коми (1983)
- Лауреат Государственной премии Республики Коми (1997)